# Кожинова, Людмила Александровна
Людмила Александровна Кожинова (12 июля 1930 — 11 июня 2022) — советский и российский киновед, сценарист, педагог.  Профессор ВГИКа.

## Биография
Родилась в Одессе в семье Александра Абрамовича Рускола и его жены Сарры Павловны. Вскоре семья переехала в Москву, где отец окончил Институт красной профессуры и получил назначение на работу во Всесоюзный институт юридических наук. Осенью 1941 года вместе с семьей эвакуировалась в город Чкалов.
В 1948 году окончила среднюю школу с серебряной медалью и поступила на филологический факультет МГУ.
В 1949 году вышла замуж за своего однокурсника Вадима Кожинова. В феврале 1950 года родила дочь Елену.
По окончании университета с 1954 года работала преподавателем русского языка и литературы в школе рабочей молодежи. С 1957 по 1960 год — редактор в Государственном издательстве иностранных и национальных словарей.
В 1959 году развелась с Вадимом Кожиновым.
С декабря 1960 года училась в аспирантуре при кафедре кинодраматургии Всесоюзного государственного института кинематографии. С 1964 года — на педагогической работе в сценарных мастерских Алексея Каплера и Ильи Вайсфельда.
В 1964 году вышла замуж за сценариста Валентина Черных.
В 1967 году защитила диссертацию на соискание учёной степени кандидата искусствоведения по теме «Формирование сценария советского звукового кино, 1929—1932 годы». С 1968 года совместно с Василием Соловьёвым, с 1981 года с Валентином Черных руководила сценарной мастерской. С 1983 года — доцент кафедры кинодраматургии ВГИКа.
Член Союза кинематографистов России, заместитель председателя правления Гильдии кинодраматургов. Учредитель фонда и президент премии «Слово».
Автор ряда статей и учебных пособий по вопросам кинодраматургии. 
Похоронена в Москве на Ваганьковском кладбище рядом с мужем, участок 43.

## Фильмография

### Сценарист
- 1983 — Водитель автобуса (совместно с В. Черных)

## Награды
Отличник кинематографии СССР (1979).